# Àvar
L'Àvar (магӀарул мацӀ [maʕarul maʦʼ] "llengua de les muntanyes" o Авар мацӀ [awar maʦʼ] "llengua àvar") és la llengua parlada pels àvars i pertany a una branca de les llengües caucàsiques.

## Distribució geogràfica
És parlada principalment a l'est i sud del Caucas rus (avui Daguestan) i als districtes de Balaken i Zakatala, al nord-oest de l'Azerbaidjan. Alguns àvars viuen a altres parts de Rússia. Hi ha petites comunitats de parlants a Txetxènia i Calmúquia; a Geòrgia, el Kazakhstan, Jordània, i a la regió del Mar de Màrmara (Turquia). Hi ha més de 650,000 parlants arreu del món.

## Dialectes
La seva parla es divideix en dos dialectes:
- Maarulal (de maar "muntanya") o tawlintsi (del lak taw "muntanya"), al Nord de la plana de Khundzak. Inclou les varietats khunzakh, kazbek, gunib i gumbet.
- Bagaulal (en àvar "homes grollers") amb els clans meridionals (Antsukh, Txokh, Gidatli i Zatakali). Inclou les varietats andalal, gidatl', antsukh, charoda, tlyarata, cumada i cunta.

## Ús de la llengua
Han fet una llengua literària, el bolmat (llengua de l'exèrcit), unificant els dos dialectes, vehicle de relacions intertribals en el segle xvi, que també és emprada per altres ètnies daguestaneses. A mitjans del segle xviii l'àvar és dotat d'un alfabet àrab amb signes propis dels fonemes caucasians (vell adjam), conformat per Dibir, kadi de Khudzak (1747-1827).
L'àvar també és usat pels artxi i les tretze petites nacionalitats andi i dido, privats de llengua escrita i que es fonen ràpidament amb els àvars: bagulal, chamalal, budukh, botlikh, godoberi, tindi, karati, akhvakh, tsez (o dido), khvarshi, ginukh, hunzib, i bezhta,
També és la segona llengua dels dargins i dels laks. Tanmateix, els àvars de l'Azerbaidjan van perdent la llengua materna en profit de l'àzeri.

## Exemples
| Hola!                           | Ворчӏами!                    | Worčʼami!                   |
| Com va                          | Щиб ххӏaӏal бугеб?           | Ššib ħal bugeb?             |
| Com et dius?                    | Дуда цӏар щиб?               | Duda cva ššib?              |
| Quants anys tens?               | Чан сон дур бугеб?           | Čan son dur bugeb?          |
| Què fas?                        | Киве мун унев вугев?         | Kiwe mun unew wugew?        |
| Ho sento!                       | ТӀа лъугьа!                  | Tʼa łuha!                   |
| Què està fent el vailet?        | Киве гьитӀав вас унев вугев? | Kiwe hitʼaw was unew wugew? |
| L'ampolla es trenca.            | Васас шиша бекана.           | Wasas šišša bekana.         |
| Ells construeixen la carretera. | Гьез нух гьабулеб буго.      | Hez nux habuleb bugo.       |

## Morfologia
L'Àvar és una llengua aglutinant d'ordre sintàctic SOV.
Els adverbis no es declinen, llevat de la declinació segons classe de nom en alguns adverbis de lloc. El adverbis de lloc distingeixen entre formes locatives, alatives i ablatives.

## Fonologia
L'inventari consonàntic de l'àvar ve donat per:
|               | Oclusiva simple | Oclusiva simple | Oclusiva simple | Oclusiva ejectiva | Oclusiva ejectiva | Africada simple | Africada simple | Africada ejectiva | Africada ejectiva | Fricativa | Fricativa | Fricativa | Nasal | Aproxi- mant |
| ------------- | --------------- | --------------- | --------------- | ----------------- | ----------------- | --------------- | --------------- | ----------------- | ----------------- | --------- | --------- | --------- | ----- | ------------ |
| Labial        | b               | p               |                 | (pʼ)              |                   |                 |                 |                   |                   |           |           |           | m     | w            |
| Alveolar      | d               | t               |                 | tʼ                |                   | c               | c               | cʼ                | cʼ                | z         | s         | s         | n     | r            |
| Alveo-Palatal |                 |                 |                 |                   |                   | č               | č               | čʼ                | čʼ                | ž         | š         | š         |       | y            |
| Lateral       |                 |                 |                 |                   |                   |                 | tɬ              | tɬʼ               | tɬʼ               |           |           | ɬ         |       | l            |
| Velar         | g               | k               | k               | kʼ                | kʼ                |                 |                 |                   |                   |           |           | x         |       |              |
| Uvular        |                 |                 |                 | qʼ                | qʼ                |                 |                 |                   |                   | ʁ         | χ         | χ         |       |              |
| Faríngia      |                 |                 |                 |                   |                   |                 |                 |                   |                   | ʕ         | ħ         |           |       |              |
| Glotal        |                 | ʔ               |                 |                   |                   |                 |                 |                   |                   |           | h         |           |       |              |